# La Serna del Monte
La Serna del Monte är en kommun i Spanien. Den ligger i den autonoma regionen Madrid, i den centrala delen av landet, 70 km norr om huvudstaden Madrid. Antalet invånare är 105 (2024).